# Махапрастханикапарва
Махапрастханикапарва (санскр. महाप्रस्थानिकपर्व, «Книга о великом исходе») — семнадцатая книга «Махабхараты», состоит из 106 двустиший (3 главы по критическому изданию в Пуне). «Махапрастханикапарва» рассказывает о последних днях жизненного пути Пандавов и Драупади, проведённых ими в странствиях и аскетических упражнениях.

## Обзор по главам

### Глава 1
Вайшампаяна продолжает рассказывать Джанамеджае о судьбе Пандавов. Узнав о побоище вришниев, царь Юдхиштхира сообщает братьям о своём намерении оставить дела. Получив согласие Пандавов, он передаёт всю полноту власти сыну Дхритараштры по имени Юютсу, и посвящает на царство в Хастинапуре внука Арджуны по имени Парикшит. Затем Юдхиштхира совершает поминальные обряды в честь Кришны, Баларамы, Васудевы, павших вришниев и сообщает подданным об уходе. Горожане и селяне пытаются его отговорить, но Юдхиштхира вместе с братьями и Драупади облачаются в мочало и трогаются в путь вшестером, взяв с собой собаку. Предаваясь йоге и соблюдая пост, они идут на восток и проходят многие страны, реки, моря. В пути они встречают Агни, и Арджуна по его совету бросает в воду лук Гандиву и два колчана. Затем путники поворачивают на юг, далее идут северным берегом океана на юго-запад, потом на запад. Они видят затонувшую Двараку и идут на север.

### Глава 2
Миновав гору Химаван, Пандавы приближаются к горе Меру. Обессиленная Драупади падает на землю. На вопрос Бхимасены о причине, приведшей к этому, Юдхиштхира отвечает, что Драупади была слишком благосклонна к одному из своих супругов — Арджуне. Даже не взглянув на Драупади, Юдхиштхира трогается в путь в состоянии самадхи. Когда наземь падает Сахадева, Юдхиштхира в качестве причины этого указывает Бхимасене на то, что Сахадева считал себя самым мудрым на свете. Упавшего Накулу Юдхиштхира обвиняет в чрезмерной оценке собственной телесной красоты, а умирающего Арджуну — в завышенном мнении относительно своей воинской доблести. Когда же падает Бхимасена, Юдхиштхира говорит, что тот слишком много ел и похвалялся жизненной силой, и далее следует, не оглядываясь, в сопровождении собаки.

### Глава 3
Юдхиштхира встречает царя богов Индру, который предлагает ему подняться на небо во плоти и сообщает, что остальные Пандавы и Драупади уже достигли третьего неба, покинув свои тела. Юдхиштхира выдвигает условие — он согласен подняться на небо, если туда пойдет его собака. Индра трижды просит собеседника отказаться от собаки, но тот непреклонен. Тогда собака принимает облик бога Дхармы, который вместе с Индрой и другими богами возводит Юдхиштхиру на небесную колесницу. Стоя на колеснице, Юдхиштхира поднимается ввысь, где уговаривает богов доставить его к братьям и к Драупади.